# Родюков, Сергей Петрович
Сергей Петрович Родюков (род. 22 июня 1972, Севастополь) — советский и украинский боксёр, украинский и российский тренер по боксу. Мастер спорта СССР по боксу (1990). Чемпион Украины (1994). Тренер 1-й категории. Судья 1-й категории. Директор ГБУ ДО «Спортивная школа № 7» города Севастополя.

## Биография
Родился 22 июня 1972 года в Севастополе. Боксом начал заниматься в 1981 году на стадионе «Металлист» у тренера Андрея Таранова. Победитель первенства Укрпрофсоюзов среди юношей 1988 года. Призёр первенства ВС СССР в Самаре 1988 года. Финалист международного турнира класса А «Памяти героев Севастополя» (1990), мастер спорта СССР. Чемпион Украины 1994 года в весовой категории до 63.5 кг.    
В 1993 году неудачно пробовал себя в 2 боях как профессионал. В 1994 году окончил Севастопольский военно-морской институт имени П. С. Нахимова. Участник чемпионата мира в Берлине 1995 года. Финалист «Кубка Черного моря» 1997 года. Участник чемпионата мира среди военнослужащих  в Сан-Антонио в 1997 году. Завершил спортивную карьеру в 1998 году.   
Продолжил службу в спортивном клубе ВМСУ тренером-преподавателем. Затем в СВМИ им. Нахимова как преподаватель кафедры физической подготовки и спорта. Тренировал боксёров военного института, провёл два турнира на призы Алексея Трофимова и матчевые встречи между академией ВМСУ и СНИЯЭиП. В 2003 году окончил Запорожский государственный университет по специальности преподаватель физической культуры и спорта, менеджер по туризму. В 2008 году переведён в Киев для дальнейшего прохождения службы. В 2010 году после увольнения в запас вернулся в Севастополь. До 2015 года работал тренером-преподавателем ДЮСШ №7 и преподавателем кафедры физкультуры и спорта Академии ВМСУ (в настоящее время Черноморское ВВМУ им. Нахимова). Тренер по боксу 1-й категории. Судья 1-й категории.  
В 2015 году был назначен заместителем директора ДЮСШ №7. С 13 апреля 2017 года директор этой школы.  
За трудовые успехи в 2022 году был внесён на доску Почёта Нахимовского района Севастополя.   